# بطروش (قرطبة)
بِطْرَوْش أو بطروج (بالإسبانية: Pedroche)‏، هي إحدى بلديات مقاطعة قرطبة إحدى مقاطعات إسبانيا، و التي تقع في منطقة الأندلس جنوب إسبانيا.
يبلغ عدد سكانها 1.662 نسمة وفقاً لإحصائية سنة (2007).